# Jeunesse sportive de Kasba-Tadla
Pour les articles homonymes, voir JSK.
Maillots
Le Jeunesse Sportive de Kasba-Tadla (en arabe : شباب قصبة تادلة الرياضي), plus couramment abrégé en JS Kasba-Tadla, est un club sportif marocain de football fondé le 10 mai 1946 sous le nom de l'Union Sportive de Kasbah Tadla par des marocains indigenes de la ville, il est basé dans la ville de Kasbat Tadla.
Le club évolue actuellement en Botola Amateurs1.

## Palmarès
- Botola Pro2 (1) :
  - Champion : 2009/10

- Botola Amt1 - Groupe Centre (1) :
  - Champion : 2008/09